# Northeast Airlines
Northeast Airlines foi uma empresa aérea dos Estados Unidos com sede na cidade de Boston, Massachusetts que operava principalmente no nordeste dos Estados Unidos e, posteriormente, no Canadá, Flórida, Bahamas, Los Angeles e outras cidades. Foi adquirida e incorporada pela Delta Air Lines em agosto de 1972.

## História

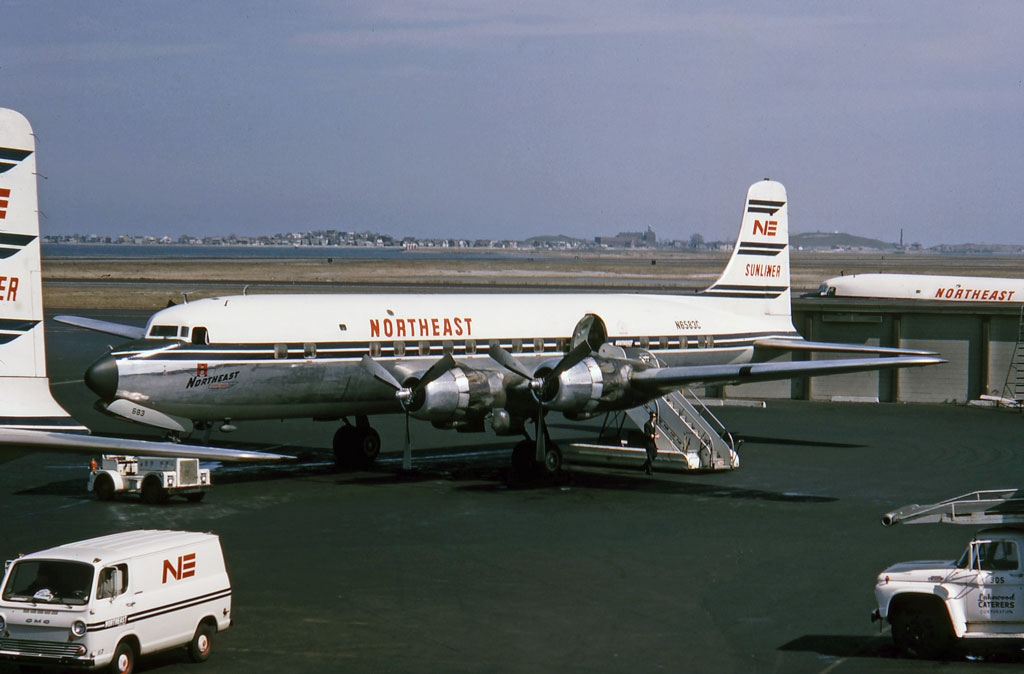
Northeast DC-6B em Boston, 1966

A companhia aérea começou como Boston-Maine Airways, fundada como uma transportadora contratada da Pan Am em 20 de julho de 1931, pela Boston and Maine Railroad e Maine Central Railroad, voando de Boston a Bangor via Portland. Voou apenas esporadicamente até 11 de agosto de 1933, quando a National Airways começou a operar seus voos sob contrato. A National também operava a Central Vermont Airways, uma subsidiária da Central Vermont Railway, e as duas transportadoras juntas tinham uma rede através da Nova Inglaterra para New Hampshire, Vermont e Montreal. Amelia Earhart e Eugene Vidal estavam entre os co-fundadores da National, e Earhart foi um vendedor de destaque para a companhia aérea em seus primeiros anos. A National inicialmente operou a Stinson Airliners e mudou para uma frota de 10 passageiros Lockheed Electras em novembro de 1936.
O nome Northeast Airlines foi adotado em 19 de novembro de 1940.[carece de fontes?] Durante a Segunda Guerra Mundial, a Northeast foi pioneiro no serviço transatlântico para os militares sob contrato das Forças Aéreas do Exército dos Estados Unidos. Após a guerra, a Northeast começou o serviço de hora em hora entre Boston e Nova York usando DC-4s. A Northeast solicitou autorização para operar o serviço de passageiros através do Atlântico, mas foi impedido pelo Conselho de Aeronáutica Civil, que concedeu as rotas à Pan American World Airways e à TWA.[carece de fontes?]
Em 1956, a Northeast começou a servir no Aeroporto Nacional de Washington e recebeu um certificado temporário para servir a Flórida, para o qual a companhia aérea comprou uma frota de novos DC-6Bs. A partir de 17 de dezembro de 1959, a Northeast se tornou uma das primeiras operadoras de jatos, voando uma viagem de ida e volta TWA Boeing-707-331 alugada entre Nova York e Miami.

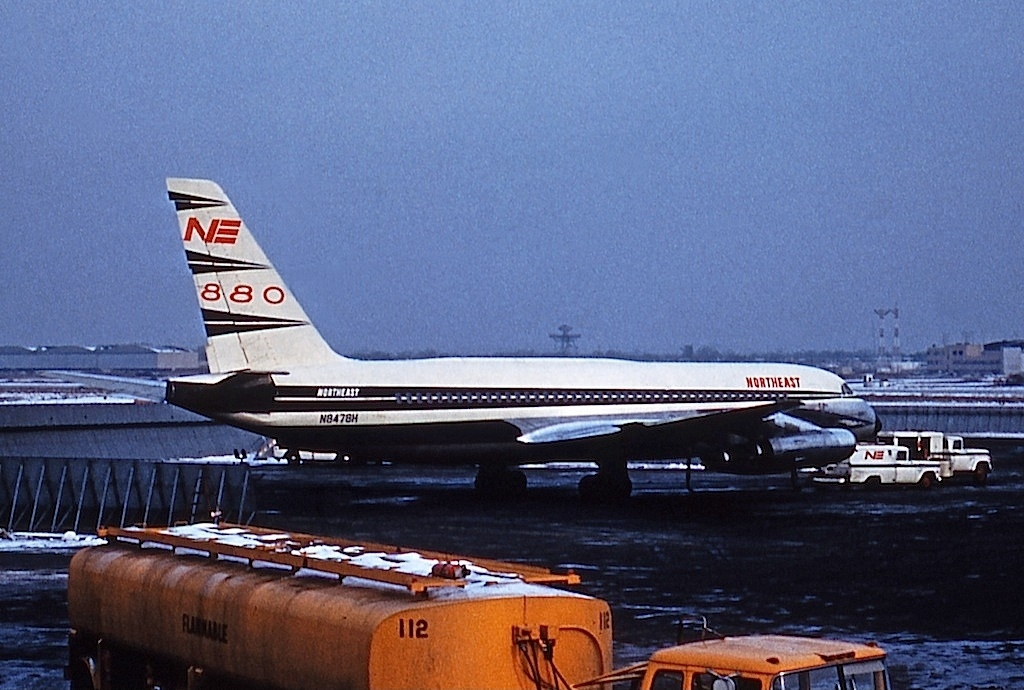
Northeast CV-880 em New York, 1961

A Northeast encomendou dez Vickers Viscounts no final dos anos 1950 e os usou até que problemas financeiros no início dos anos 1960 forçaram a empresa a devolvê-los ao fabricante. A Northeast alugou um único Boeing 707 da TWA para voos de inverno de 1959-60 para a Flórida. Em 1960, a Northeast alugou seis Convair 880s e os levou para a Flórida por vários anos.
Howard Hughes adquiriu o controle da companhia aérea em 1962. A autoridade de rota temporária da companhia aérea em Miami foi encerrada por uma decisão do CAB naquele ano, e Hughes decidiu sair da empresa, vendendo o controle a um administrador em 1964. Northeast lançou uma campanha agressiva contra a decisão do CAB e obteve um certificado permanente da Flórida em 1965. Em 1965 a companhia aérea foi comprada pela Storer Broadcasting, que tentou rejuvenescer a Northeast em 1966 com uma nova campanha de marketing e novas aeronaves. A Northeast encomendou uma frota de Boeing 727-100 para suas rotas na Flórida, e McDonnell Douglas DC-9-30 e Fairchild FH-227 para rotas mais curtas. Estes "Yellowbirds" apresentavam uma nova pintura amarela e branca. Em 1966, a Northeast foi o cliente de lançamento do Boeing 727-200, que começou a voar em dezembro de 1967. Com exceção da Flórida, sua rede era toda ao norte e leste do Aeroporto Nacional de Washington até 1969, quando eles adicionaram três 727 sem escalas entre Miami e Los Angeles, com Fort Lauderdale recebendo um LAX sem escalas de curta duração logo depois (paradas de combustível às vezes eram necessárias nesses 727 transcontinentais voos). A Northeast obteve direitos para voar entre Miami e Montreal em 1967, seguido por direitos para servir as Bahamas em 1968 e direitos para servir Cleveland, Detroit, Chicago e Bermudas em 1969, juntamente com uma nova autoridade de rota Miami-Los Angeles.
Em 1969, após um longo período de dificuldades financeiras, a Northeast anunciou sua intenção de se fundir com a Northwest Airlines. A fusão foi aprovada pelo CAB e pelo presidente Richard Nixon em 1970, mas estava condicionada ao abandono da rota Miami-Los Angeles. A Northwest encerrou as negociações de fusão em março de 1971, e a Northeast anunciou um novo plano de fusão com a Delta Air Lines no mês seguinte. A fusão da Delta foi aprovada em maio de 1972, com a mesma condição de que a Delta não poderia operar a rota Miami-Los Angeles. A fusão foi concluída em agosto de 1972.
A contribuição da Northeast para a Delta incluiu o acesso ao mercado de Boston, que a Delta não atendia. A Delta adicionou os Boeing 727-100 e 727-200 à sua frota, tipos que não operavam antes de adquirir a Northeast. A Delta usou-os como os cavalos de batalha de sua frota nas décadas de 1970 e 1980 e em um ponto foi a maior operadora do mundo do Boeing 727-200.
O código IATA da companhia aérea era NE.